# 陳國華 (萬曆進士)
陳國華（1550年—？），字堯佐，一字珍凡，號協斋，直隸蘇州府常熟縣人，民籍，明朝政治人物。

## 生平
萬曆元年（1573年）癸酉科應天府鄉試第二十一名，萬曆二年（1574年）甲戌科會試第二百十四名，登二甲第二十七名進士。授南刑部主事，晋郎中，张居正柄政，子懋修擢进士第一，尙书吴某属国华草贺启，辞以不能为，四六语闻居正，降东平知州，国华数决疑狱，萬曆二十年（1592年）官廣東廣州府知府，首行保甲连坐法，市榖旁郡、以济旱飢，改调归，卒年九十

## 家族
曾祖陳播，贈按察司僉事；祖父陳逅，曾任按察司副使；父陳憲。前母鄒氏；母吳氏。慈侍下。